# توماس وود
توماس وود (11 مايو 1994 في المملكة المتحدة - ) (بالإنجليزية: Tom Wood)‏ هو لاعب كريكت بريطاني. لعب مع نادي مقاطعة ديربيشاير للكريكت ‏.

## وصلات خارجية
- توماس وود على موقع إي آس بي آن كريك إنفو (الإنجليزية)